# Флавіо Буччі
Флавіо Буччі (25 травня 1947 — 18 лютого 2020) — італійський актор, голосовий актор та кінопродюсер.

## Біографія
Народився в Турині. Буччі почав зніматися в кіно і телебаченні 1971 року, дебютувавши у фільмі «Робітничий клас іде в рай». Він також відомий роллю Даніеля, сліпого піаніста, в «Суспірії» Даріо Ардженто та громового Блеккі у «Вбивствах нічного поїзда» Альдо Ладо 1975 року. Ще одну зі знакових ролей Буччі зіграв у фільмі 1978 року « Замкнене коло» режисера Джуліано Монтальдо, з яким він співпрацював у ще кількох кінопроєктах.
На сцені театру Буччі брав участь у сценічних адаптаціях «Хто боїться Вірджинії Вульф»? та Клоун тощо. Він також був відомим декламатором вірші італійського поета Джакомо Леопарді.
У 1970-х і 1980-х роках Буччі виявив себе як талановитий голосовий дублер. Він озвучив Джона Травольту у його ранніх фільмах, а також Сильвестра Сталлоне у фільмі «Лорди Флетбуша»". Ролі його дубляжних персонажів для телебачення включають Потсі Вебера в перших двох сезонах «Щасливих днів» та Люка Дюка в перших п'яти сезонах серіалу «Герцог Газард».

## Фільмографія

### Кіно
- Робітничий клас іде в рай (1971) — Operaio
- Lover of the Great Bear (1971)
- Il generale dorme in piedi (1972) — Bucci (uncredited)
- Property Is No Longer a Theft (1973) — Total
- Last Stop on the Night Train (1975) — Blackie
- I giorni della chimera (1975)
- And Agnes Chose to Die (1976) — Il pugliese
- Strange Occasion (1976) — Réné Bernard — директор (segment «Italian superman»)
- La Orca (1976) — Gino
- Суспірія (1977) — Daniel
- A Spiral of Mist (1977) — Vittorio Conte — доктор
- Dove volano i corvi d'argento (1977) — Simula
- Замкнене коло (1978, TV Movie) — соціолог
- Жеже Беллавіта (1978) — Gennarino Amato
- Ammazzare il tempo (1979) — Ігор
- To Love the Damned (1980) — Riccardo 'Svitol'
- Men or Not Men (1980) — Enne 2
- The Homeless One (1981) — Il matlosa
- Il Marchese del Grillo (1981) — Fra' Bastiano
- Зачарована гора (1982) — Лудовіко Сеттембріні
- Dream of a Summer Night (1983) — Oberon
- The Incinerator (1984) — Hunchback
- The Two Lives of Mattia Pascal (1985) — Terenzio Papiano
- Tex and the Lord of the Deep (1985) — Kanas
- La donna delle meraviglie (1985) — Astolfo
- Il giorno prima (1987) — Herman Pundt
- Freckled Max and the Spooks (1987) — Mr. Talbot — the Werewolf
- Secondo Ponzio Pilato (1987) — Erode
- Com'è dura l'avventura (1987) — Padre Ribaldo
- Control (1987, TV Movie) — Pietro Brisani
- La posta in gioco (1988) — Gulli
- Anni 90 (1992) — Professor Moira («Terapia di gruppo»)
- Pierino Stecchino (1992)
- Amami (1993) — Piero Pagani
- Teste rasate (1993) — Riccardo
- Quando le montagne finiscono (1994) — Bepi Zomegnan
- Fratelli coltelli (1997) — Vannino
- I miei più cari amici (1998) — Botanico
- Frigidaire — Il film (1998) — Nat Krylov
- Lucignolo (1999) — Padre di Lucio
- Muzungu (1999) — Bishop
- Volesse il cielo! (2002) — Uomo Angelo
- Hotel Dajti (2002) — Andrea anziano
- Lettere al vento (2003)
- Caterina in the Big City (2003) — Lorenzo Rossi Chaillet
- Il silenzio dell'allodola (2005) — Direttore del carcere
- Flying Lessons (2007) — Leone, padre di Pollo
- La morte di pietra (2008) — Pierre
- Дивовижний (2008) — Франко Еванджелісті, права рука Андреотті, він же «Лемон».
- Fly Light (2009) — Barbone
- Border Line (2010)
- La scomparsa di Patò (2010) — Capitano Arturo Bosisio
- La grande rabbia (2016) — Virgilio, Padre Matteo
- Tutto può accadere nel villaggio dei miracoli (2016) — Armando Lucchi
- Il vangelo secondo Mattei (2016) — Franco Gravela
- Borghi e Demoni (2017) — Padre Superiore
- Agadah (2017) — Vecchio Moreno
- Il grande passo (2017) — Umberto Cavalieri
- Credo in un solo padre (2019) — Zio Domenico Bianco
- La Cornice (2019) — художник

## Родина та особисте життя
Від шлюбу з акторкою Мікаелою Піньятеллі у Буччі було двоє дітей: Алессандро та Лоренцо. Буччі мав також сина Рубена від другого шлюбу з голландською кінопродюсеркою Лоес Камстег.
18 лютого 2020 року Буччі помер від серцевого нападу в Пасскуро, у віці 72 років.